# (27655) 1968 OK
(27655) 1968 OK est un astéroïde de la ceinture principale découvert en 1968.

## Description
(27655) 1968 OK a été découvert le 18 juillet 1968 à l'observatoire du Cerro El Roble, un observatoire astronomique professionnel situé sur le Cerro El Roble, au centre du Chili, par Carlos Torres et S. Cofré.

### Caractéristiques orbitales
L'orbite de cet astéroïde est caractérisée par un demi-grand axe de 2,56 UA, un périhélie de 1,88 UA, une excentricité de 0,27 et une inclinaison de 15,77° par rapport à l'écliptique. Du fait de ces caractéristiques, à savoir un demi-grand axe compris entre 2 et 3,2 UA et un périhélie supérieur à 1,666 UA, il est classé, selon la JPL Small-Body Database, comme objet de la ceinture principale d'astéroïdes.

### Caractéristiques physiques
(27655) 1968 OK a une magnitude absolue (H) de 13,7 et un albédo estimé à 0,098.